# Aliança SD-Liberals
Aliança SDP-Liberals fou una coalició electoral britànica entre el Partit Liberal, dirigit aleshores per David Steel, i el SDP, escissió del Partit Laborista del 1981 dirigida per Roy Jenkins, que va operar entre 1981 i 1988, fins que ambdós constituïren els Liberal Demòcrates.
Donat el fet que no hi havia prou espai polític per a dos partits de centre, ambdós decidiren coalitzar-se la tardor de 1981 i cap al 1983 ja disposava de quatre diputats. A les eleccions al Parlament del Regne Unit de 1983 es presentà per primer cop, i tot i que va obtenir el 25,4% dels vots (contra 27,6%) dels laboristes, només 23 escons, a causa del sistema de representació proporcional per constituències. El bon resultat no es va mantenir a les eleccions de 1987: 17 liberals i 5 socialdemòcrates. Així, David Steel va proposar unificar en un sol ambdós partits, cosa a la qual ambdós dirigents van accedir i el 1988 es fundaren els Liberal Demòcrates.
Una part dels Socialdemòcrates no ho acceptaren, i David Owen fundà un Partit Socialdemòcrata el 1988 que es va dissoldre el 1990, encara que un sector del partit l'ha mantingut des d'aleshores. Pel que fa als liberals, un dels seus caps, Michael Meadowcroft, el va reconstituir el 1989 i encara és actiu.